# MS MR
I MS MR (pronunciato "Miz Mister") sono un duo musicale statunitense composto dalla cantante Lizzy Plapinger e dal produttore Max Hershenow. Il duo, originario di New York e formatosi nel 2011, ha un contratto con IAMSOUND e Columbia Records.
La Plapinger è anche conosciuta per il suo lavoro in quanto cofondatrice dell'etichetta indipendente Neon Gold Records, con sede a New York e Londra.

## Carriera
Dopo essersi entrambi diplomati al Vassar College nel 2010, MS MR pubblicano due singoli, "Hurricane" e "Fantasy". Il video musicale per il loro singolo di debutto "Hurricane" è stato pubblicato il 26 aprile 2012, mentre il singolo è uscito su iTunes il 10 luglio 2012, guadagnandosi recensioni positive per il suo sound "vintage". Il singolo si è guadagnato la 38ª posizione nella classifica tedesca.
"Hurricane" è stato poi incluso nel loro EP di debutto, Candy Bar Creep Show, insieme alle canzoni "Bones", "Dark Doo Wop" e "Ash Tree Lane". L'EP è stato pubblicato il 14 settembre 2012.
Il video musicale per il loro secondo singolo "Fantasy" è stato pubblicato il 4 febbraio 2013. La canzone è stata più tardi pubblicata anche su iTunes l'8 marzo 2013 ed è diventato il singolo della settimana.
Il loro album di debutto Secondhand Rapture è uscito il 10 maggio 2013 e include tutte e quattro le canzoni del loro primo EP.
Lo stile di MS MR è stato paragonato a quello di Florence and the Machine, Lana Del Rey e Kavinsky.
Nel luglio 2015 esce il secondo album.

## Discografia

### Album studio
- 2013 - Secondhand Rapture
- 2015 - How Does It Feel

### EP
- 2012 - Candy Bar Creep Show
- 2013 - Fantasy EP (Remix)